# Florimond de Beaune

Reprezentare grafică a problemei lui de Beaune din 1638: Găsirea unei curbe care în oricare punct să admită o subtangentă de lungime constantă. Soluția este o curbă exponențială

Florimond de Beaune (sau Debonne sau Debeaune, n. 7 octombrie 1601, Blois, Centre-Val de Loire, Franța – d. 18 august 1652, Blois, Centre-Val de Loire, Franța) a fost un matematician francez.
A fost prieten al lui René Descartes, a cărui geometrie analitică i-a întocmit o prefață prin lucrarea Notes brièves.
În 1638 a propus o problemă interesantă: determinarea unei curbe oarecare stabilind o proprietate a tangentelor acesteia.
Problema a fost rezolvată în 1693 de către Bernoulli cu ajutorul calculului integral și s-a obținut o curbă logaritmică în coordonate oblice⁠(d).
Descartes a recunoscut importanța unei astfel de probleme, dar la început a considerat imposibilă rezolvarea, ca ulterior să ajungă la ecuația diferențială:
{\displaystyle y'={\frac {k}{y-x}}},
obținând hiperbola {\displaystyle y^{2}=xy+bx}, parabola {\displaystyle y^{2}=-2dx+bc}, cercul {\displaystyle y^{2}=bx-x^{2}.}
În discuția acestei ecuații, de Beaune a stabilit 17 cazuri diferite.
De asemenea a stabilit că dacă lipsesc termenii {\displaystyle x^{2}} și {\displaystyle y^{2},} funcția reprezintă o dreaptă.
De asemenea, Florimond de Beaune a construit lunete și diferite instrumente astronomice.
Lucrările sale au fost redactate de către Rasmus Bartholin sub titlul: De aequationum constructione et limitatibus.
Printre acestea, cea mai cunoscută este Notae breves ("Note succinte asupra geometriei lui Descartes"), apărută în 1649.